# Žabí Mních
Žabí Mnich (polsky Żabi Mnich, maďarsky Békás-Barát) je hora ve Vysokých Tatrách s nadmořskou výškou 2146 m n. m. ležící na polsko-slovenské hranici.

## Poloha a okolí
Pod vrcholem se na západě rozkládají na polské straně Dolina Rybiego Potoku a na východní slovenské straně Bielovodská dolina.
Sousedními vrcholy jsou Malý Žabí vrch (Żabi Szczyt Niżni), od něhož ho odděluje sedlo Białczańska Przełęcz a Velký Žabí vrch (Żabi Szczyt Wyżni), od něhož ho odděluje horský průsmyk Białczańska Przełęcz Wyżnia.

## Turistika
Žabí mnich neleží na žádné značené turistické trase. Je však přístupný horolezcům s povolením od správy některého z národních parků. Vhodnými výchozími body pro horolezectví jsou horské chaty Chata PTTK nad Morským okom a Chata PTTK v Doline Roztoki.

## Galerie

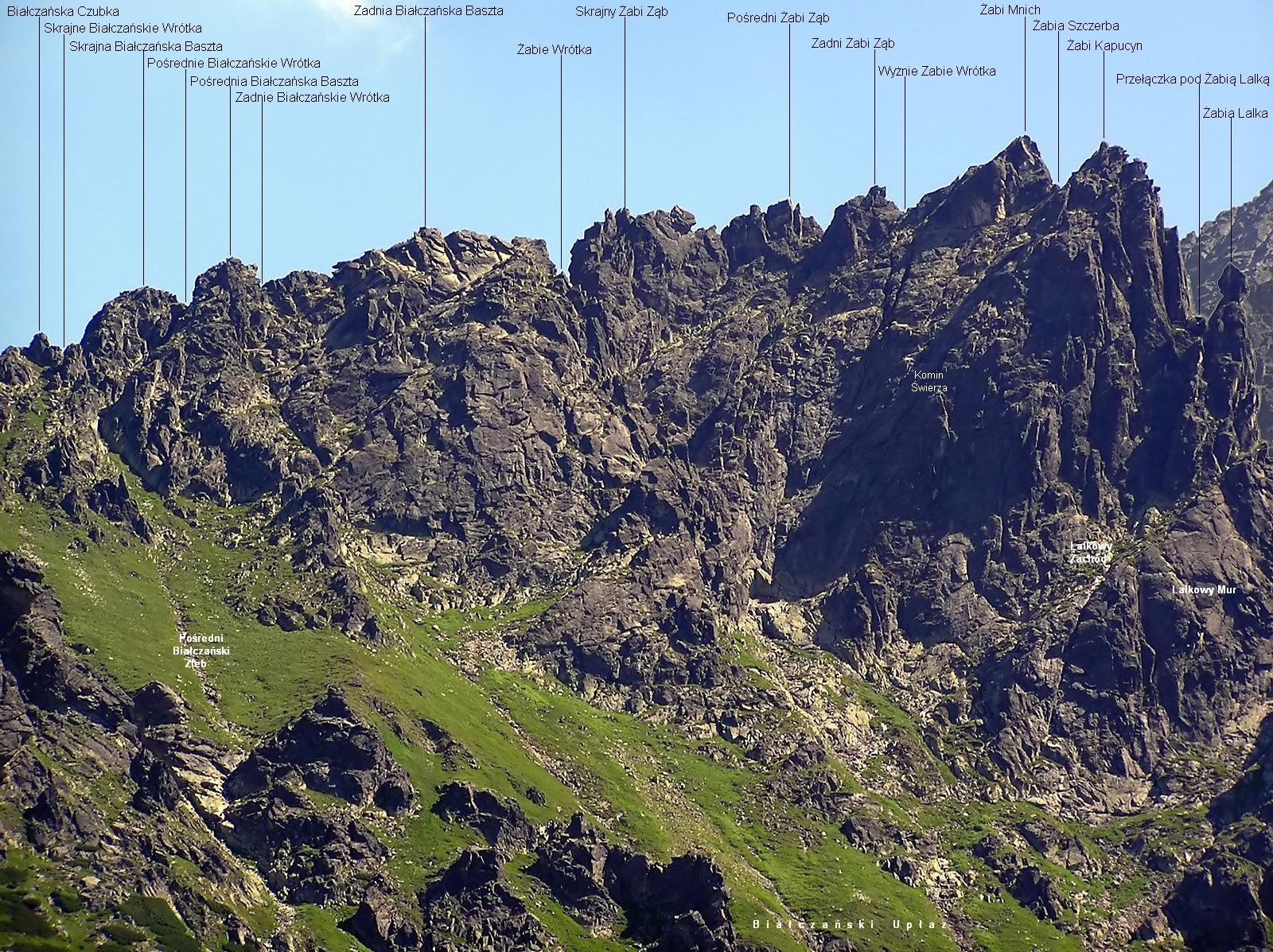
pohled na hřeben Žabího mnicha
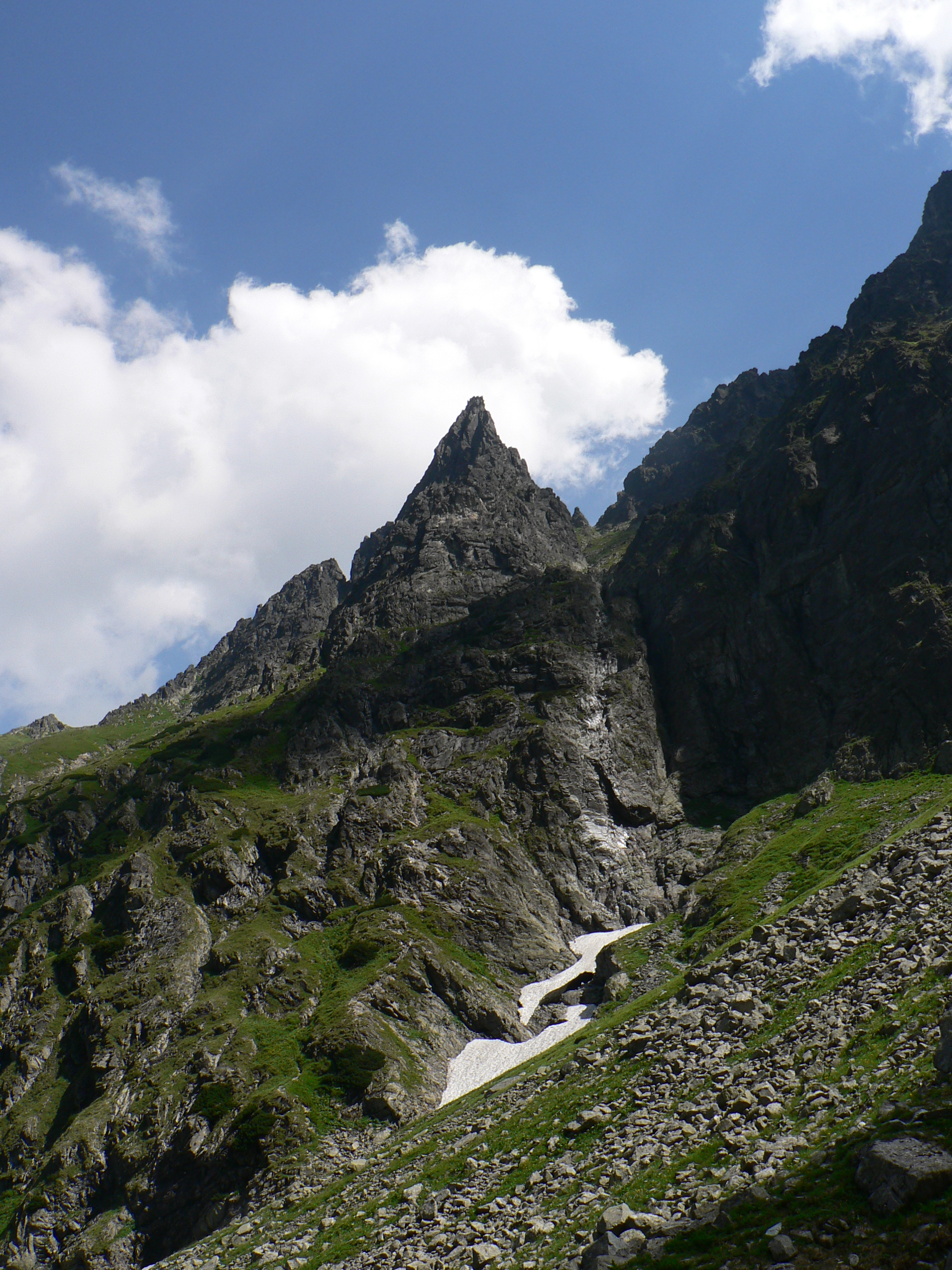
Žabí mnich z cesty na Rysy
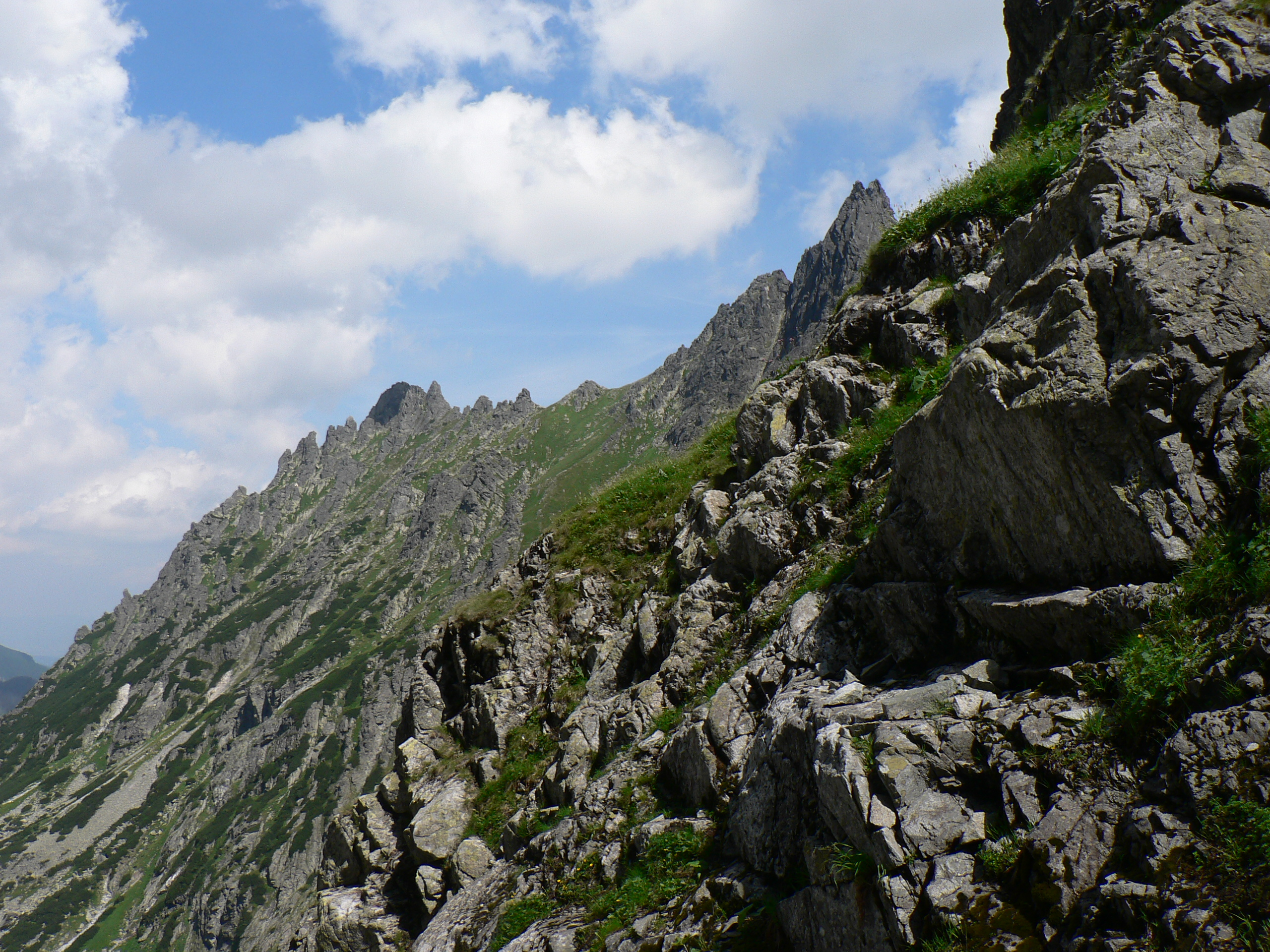
pohled na Žabí mnich z cesty na Rysy
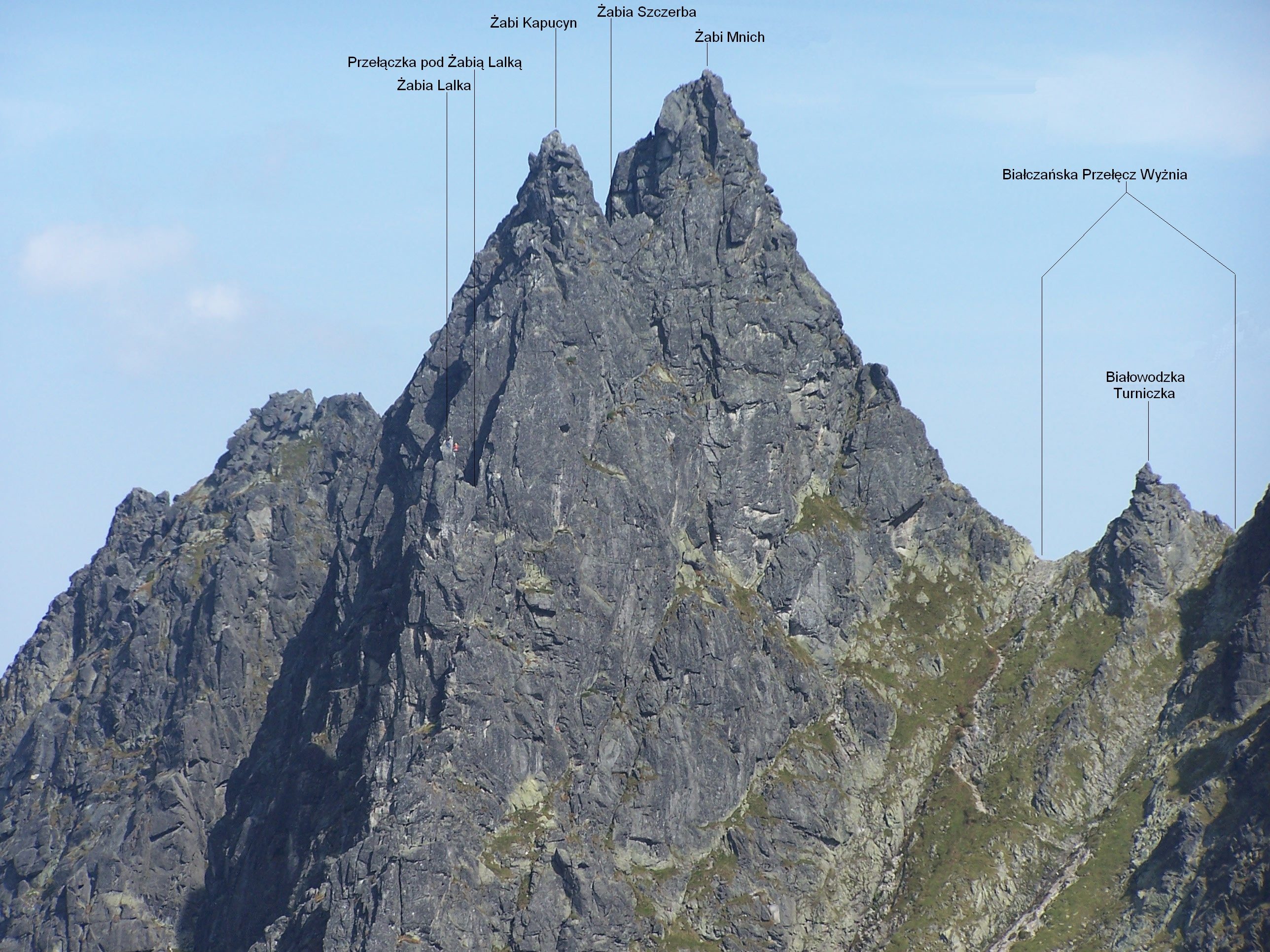
Žabí mnich a Nižné Rysy
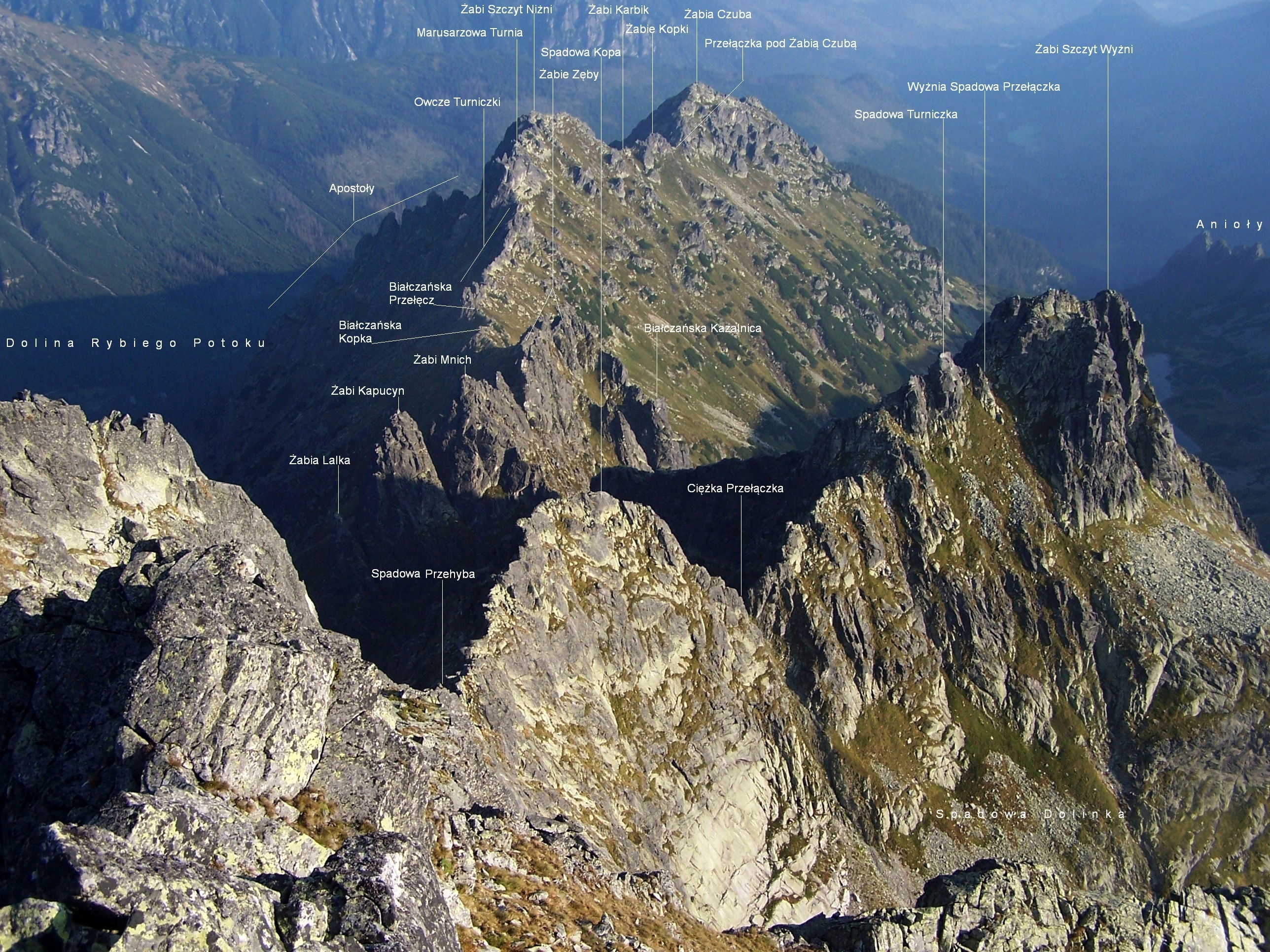
pohled na Žabí mnich z Nižných Rysů